# Rhyacophila arties
Rhyacophila arties är en nattsländeart som beskrevs av Füsun Sipahiler 2000. Rhyacophila arties ingår i släktet Rhyacophila och familjen rovnattsländor. Inga underarter finns listade i Catalogue of Life.